# Rendición de cuentas

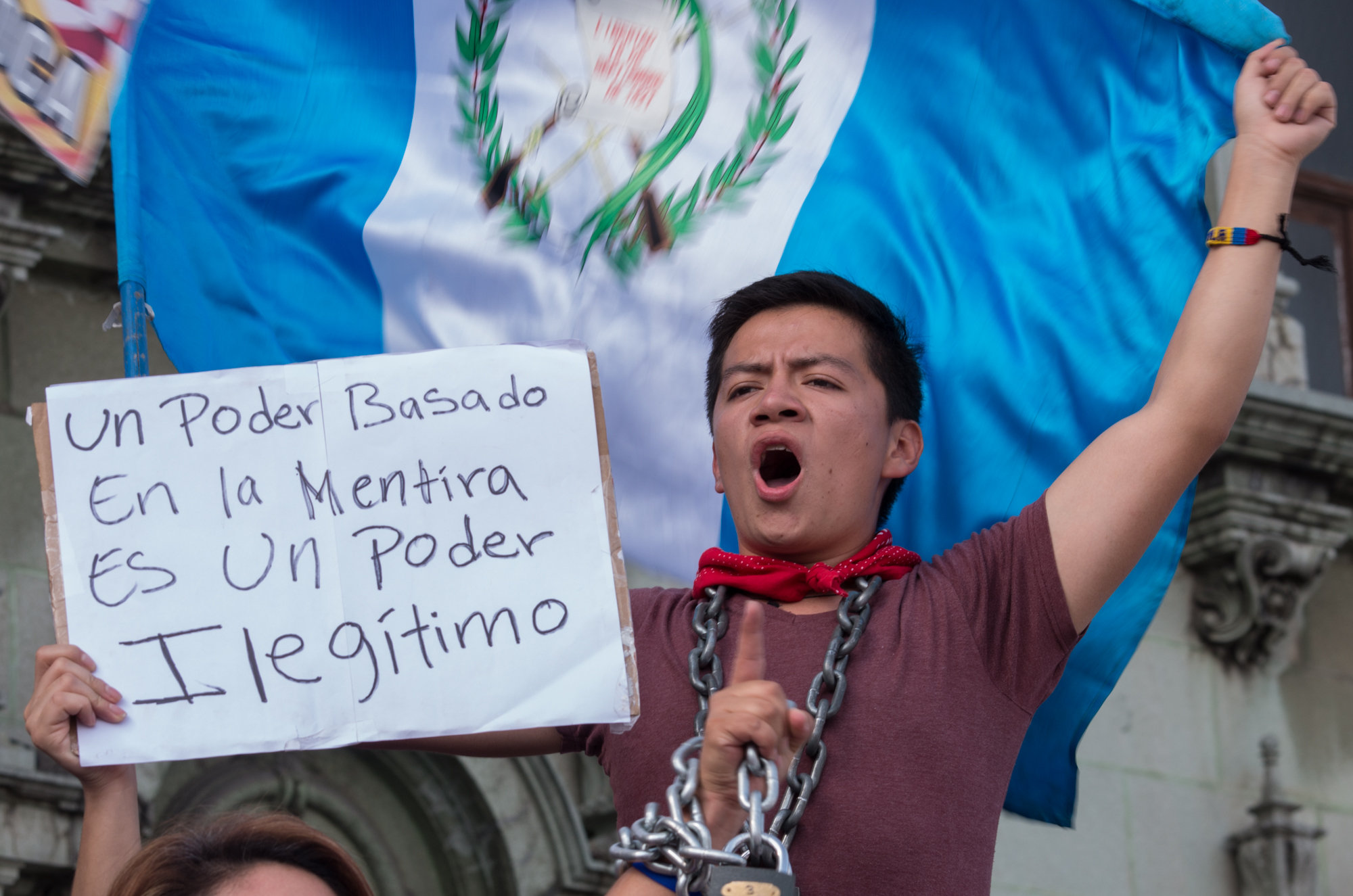
Manifestación en Ciudad de Guatemala a favor de un gobierno más transparente. Junio del 2017

En administración pública y ciencia política, rendición de cuentas o rendición de cuentas democrática se refiere al proceso en el que todos los ciudadanos vigilan y evalúan el actuar responsable de los servidores públicos por medio de mecanismos como la transparencia y la fiscalización. Para evitar el abuso de poder, supone la posibilidad de castigar resultados no deseados a través de órganos o tribunales especializados del gobierno, el voto de la ciudadanía y la opinión pública. Actualmente es considerado un mecanismo necesario para el funcionamiento de la democracia y el combate a la corrupción.
Como parte de la gobernanza, es un aspecto central relacionado con problemas del sector público, sin fines de lucro y privado. En los roles de liderazgo, la rendición de cuentas es el reconocimiento y la asunción de responsabilidad por acciones, productos, decisiones y políticas, incluida la administración, gobierno e implementación dentro del ámbito del rol o puesto de trabajo, y que abarca la obligación de informar, justificar y ser responsable de las consecuencias resultantes.

## Antecedentes

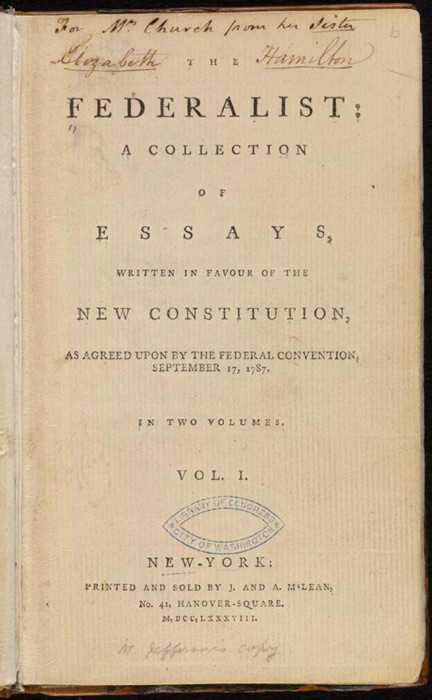
El Federalista, libro donde algunos autores creen que se comienza a discutir la rendición de cuentas.

Los orígenes de la rendición de cuentas podrían remitirse hasta referencias egipcias y atenienses, pero algunos autores señalan que el antecedente más cercano al concepto moderno se dio en Inglaterra bajo el reinado de Guillermo I.Este monarca solicitó que los propietarios de su reino rindieran cuenta de sus posesiones para valuarlas y enlistarlas en los Libros de Domesday. Además de propósitos fiscales, dicha rendición de cuentas vino acompañada de todos los terratenientes juraron lealtad al rey y, a principios del siglo XII, este sistema evolucionó hasta convertirse en un reinado administrativo altamente centralizado gobernado a través de una auditoría centralizada y con la obligación de una entrega semestral de cuentas.
Otro punto de vista señala que una discusión más precisa sobre el tema se dio en El Federalista, pues aunque el término haya aparecido esporádicamente en la política inglesa y se hable de cómo limitar el poder en varios textos políticos anteriores, solo en las discusiones de los padres fundadores de Estados Unidos se hace referencia a un sistema de gobierno representativo que considera herramientas para limitar sus diferentes ramas de poder. En estos escritos Hamilton contrastó el poder de un rey sin la necesidad ni obligación de responder por sus actos con la idea de una república en la que cada magistrado es responsable por sus acciones durante el ejercicio del cargo. Madison expone que dado que los ciudadanos tienen la facultad para delegar autoridad al gobierno, este adquiere la responsabilidad de promover el interés general y el pueblo tiene derecho de exigir cuentas a sus representantes.

## Democracia y Rendición de cuentas
La rendición de cuentas forma parte tanto de la teoría democrática como de la vinculada con la reforma gubernamental, y lo público porque pretende la inclusión de los ciudadanos, la vigilancia de los gobiernos, mayor eficiencia presupuestal y la consolidación de un buen Estado. Dado que la toma de decisiones recae en los representantes elegidos por los ciudadanos mediante el voto y al mismo tiempo estos representantes delegan obligaciones a un cuerpo de funcionarios para cumplir funciones públicas, la democracia puede ser vista como un sistema que implica múltiples relaciones de agencia que permiten exigir resultados y justificaciones.
La delegación de obligaciones por parte de la ciudadanía al gobierno y la adquisición de derechos es posible en esta forma de gobierno debido al supuesto de que la soberanía reside en el pueblo. Cuando esta condición se cumple un mecanismo de supervisión es necesario, pues el gobierno puede tomar decisiones que repercuten en la sociedad entera de manera legítima y hacer uso del presupuesto público. Para que las demandas sociales se cumplan de manera efectiva es indispensable evitar que los funcionarios públicos desvíen el interés general en beneficio privado o abusen de sus facultades. Una herramienta para lograr esta condición es la rendición de cuentas porque permite exigir resultados, evaluarlos y castigar actos de corrupción.
Algunos autores consideran la rendición de cuentas como un elemento inherente a la democracia representativa porque permite una participación activa y constante de los ciudadanos en la limitación del poder. Esto permite al gobierno conservar su legitimidad mediante la confianza y la participación ciudadana. Es importante precisar que el fin de esta herramienta no es impedir el uso de la discrecionalidad ni acabar con el poder, sino hacer responsables a los portadores de este ante quienes se ven afectados por sus decisiones. De esta forma, la rendición de cuentas es un elemento sustancial para la construcción de una democracia con mayor calidad que al mismo tiempo mejore el desempeño gubernamental

## Pilares de la rendición de cuentas

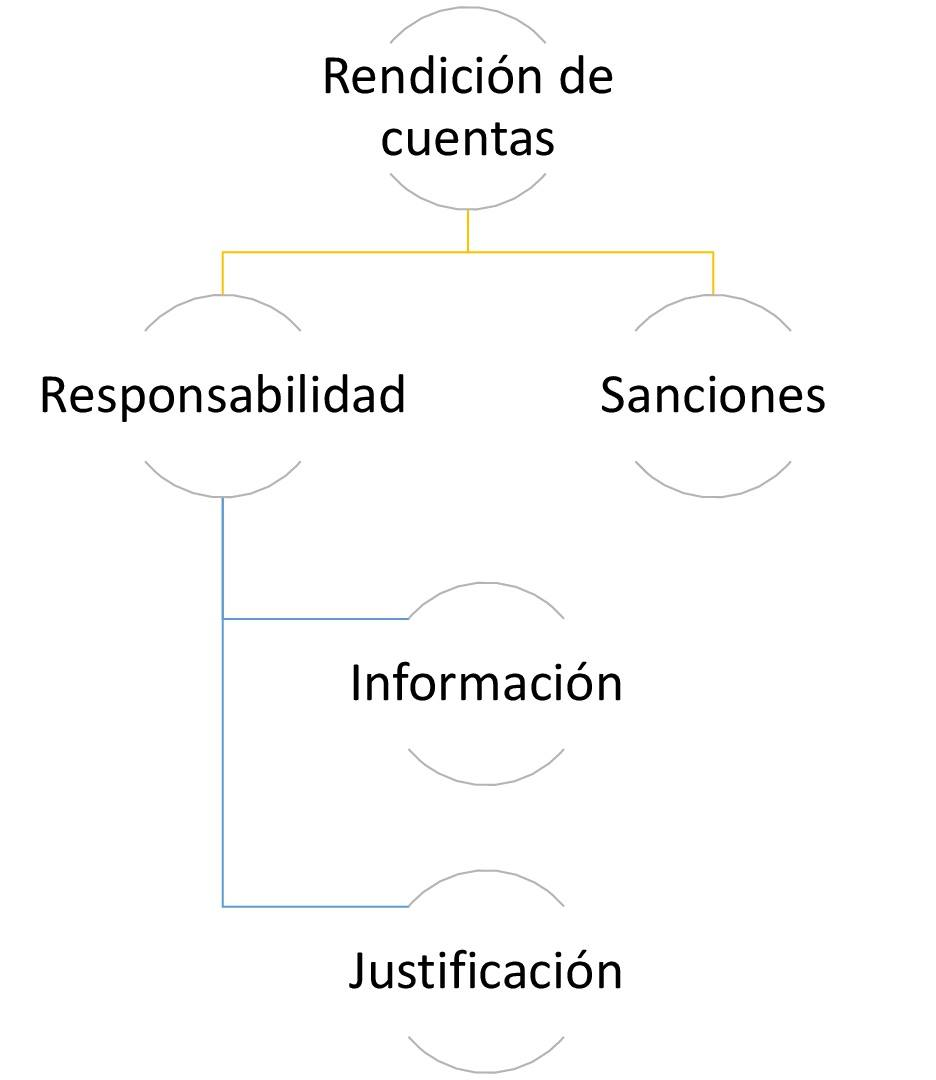
Esquema con base en la teoría de Andreas Schedler para la rendición de cuentas.

Para que el proceso de rendición de cuentas se garantice, es indispensable prevenir y corregir abusos de poder a través de 3 pilares. Éstos son: la información, la justificación y el castigo. De esta forma se obliga al poder a abrirse a la inspección pública, a explicar sus actos y lo supedita a la amenaza de sanciones. En conjunto posibilitan un proceso abierto, transparente y recíproco entre el individuo y la autoridad.

### Información
Si consideramos el acceso a la información como un elemento vital para la rendición de cuentas, tanto el derecho a recibir información y la obligación correspondiente de divulgar todos los datos necesarios deben estar reconocidos y establecidos en el marco legal. De forma contraria, el actuar gubernamental es opaco y desarma al ciudadano ante cualquier abuso. Si se carece de información para conocer y evaluar elementos básicos como la utilización de recursos y la toma de decisiones, se carecerá también de toda evidencia para inculpar y exigir justicia en casos de corrupción. En el peor de los casos éstos no saldrán a la luz pública y triunfará la impunidad.

### Justificación
Al construir el primer cimiento de este proceso, inmediatamente se presenta el requisito de justificar los actos que salieron a la luz pública. Este segundo pilar, engloba el derecho a recibir una explicación y el deber de justificar el ejercicio de poder. Debe explicarse de qué manera se contribuye al bienestar social y se persiguen las metas, para esto el gobierno debe garantizar un ambiente abierto donde pueda desarrollarse un diálogo crítico en el que los argumentos puedan ser aceptados o rechazados por ambas partes.

### Castigo
Las sanciones son esenciales porque sin éstas la rendición de cuentas es débil e incapaz de acabar plenamente con los abusos de la autoridad. Algunas de las herramientas más comunes de castigo son la exposición pública y la remoción del cargo, aunque también pueden aplicarse multas y si es necesario el arresto. No se puede esperar una efectiva rendición de cuentas si solo se cuenta con el voto o recomendaciones no vinculatorias para demostrar la inconformidad con el actuar deshonesto de los funcionarios. A menos que exista cierto castigo para abusos demostrados de autoridad, no hay Estado de derecho ni rendición de cuentas.

## Clasificación
Para el estudio de la rendición de cuentas, Guillermo O’Donnell propone dos rubros con base en los actores que intervienen en ella. La clasificación en vertical y horizontal es la más común porque permite una visión más clara sobre quiénes interactúan, las dificultades que enfrentan y los mecanismos que poseen.

### Vertical
O'Donnell ve a la rendición de cuentas vertical como un mecanismo directo entre ciudadanos y órganos del gobierno. Involucra a dos o más actores vinculados por la cesión de un poder o mandato y se manifiesta a través de dos acciones: el voto de los ciudadanos y las denuncias de los medios de comunicación. Aunque es la rendición de cuentas con más dificultades políticas e ideológicas, es la más significativa en la teoría democrática.
Los ciudadanos premian o castigan el desempeño de funcionarios y partidos a partir del voto en las jornadas electorales. En este sentido, es visto como un medio de ratificación o negación del mandato. También las consultas ciudadanas se han posicionado como otro instrumento vertical que presiona y limita el actuar de las autoridades. Ambos instrumentos son considerados como mecanismos de control ciudadano sobre el poder, por ser una herramienta que empodera directamente a los representados ante los representantes. A su vez, los medios de comunicación también son una vía de castigo para el actuar malversado de los funcionarios en cargo porque influyendo en la opinión pública se advierte a los ciudadanos sobre alguna irregularidad. Su desempeño es muy importante para promover cambios en la forma en que las autoridades informan resultados a la población.

### Horizontal
Se refiere a la rendición de cuentas entre órganos del Estado. No solo los funcionarios electos rinden cuenta, también los funcionarios de carrera están obligados a justificar sus actos. La evaluación del desempeño de estos actores se lleva a cabo a través de cuerpos especializados y facultados legalmente para juzgar prácticas ajenas a la ética gubernamental. Implica la existencia de agencias estatales capacitadas para emprender acciones que van desde el control rutinario hasta sanciones legales o incluso proceso de destitución en relación con actos u omisiones de otras agencias que pueden ser calificadas como ilícitas. La autoridad se convierte en un ente que ejecuta, evalúa y sanciona su propio actuar para garantizar el cumplimiento de los objetivos del Estado.
Para O’Donell es importante que las organizaciones estatales tengan cierta autonomía frente al resto del cuerpo burocrático para evaluar la acción de la administración. Pone como ejemplo la clásica separación de poderes en Ejecutivo, Legislativo y Judicial. Además expresa que también es necesaria la existencia de varios ombudsman (como fiscalías, contralorías, agencias de transparencia, etc.) para garantizar la vida democrática. La rendición de cuentas horizontal es vital para mantener un control interno, pues implica que los agentes públicos deben evaluar el comportamiento de los agentes no electos popularmente y crear instrumentos para garantizar, junto a la rendición de cuentas vertical, el cumplimiento correcto de todos los funcionarios.

### Diagonal
Además de la clasificación de O'Donnell, diversos autores sugieren incluir una nueva categoría: la rendición de cuentas diagonal. Esta implica la participación de la estructura vertical (ciudadanos) en mecanismos horizontales para que participen junto a los gobernantes y adminsitración en la evaluación y el castigo de actos corruptos. Su visión supone que los ciudadanos deben estar informados sobre la toma de decisiones y tener mecanismos suficientes para sancionar e involucrarse activamente en el plano horizontal de la rendición de cuentas. La rendición de cuentas diagonal es más que una acción desde fuera porque la sociedad participa directamente en el control interno del gobierno.

### Transversal
Insunza y Ackerman proponen que la rendición de cuentas también sea analizada desde una forma transversal. Se trata de una combinación de esfuerzos gubernamentales y la sociedad civil para vigilar el debido cumplimiento de las obligaciones de los gobernantes del Estado y la administración. Implica que la sociedad civil tenga su principal mecanismo de injerencia en las peticiones formales que esta puede interponer ante el gobierno. Permite que organizaciones de la sociedad civil incluso puedan ejercer presión desde el exterior con la ayuda de otros países u organismos internacionales para que sus demandas sean llevadas a cabo.

## Mecanismos de la rendición de cuentas

### Transparencia
El concepto de transparencia en el ámbito gubernamental se refiere a la existencia de sistemas que producen información confiable sobre las funciones, estructuras y presupuesto de las organizaciones públicas. Se trata fundamentalmente de datos respecto a su desempeño y la manera en que utilizan los recursos que el Estado les provee. Las instancias dedicadas a la transparencia deben asegurar la publicación regular de informes, su difusión y garantizar fácil acceso. En la actualidad, la mayoría de las agencias gubernamentales en sociedades democráticas tienen estructuras y tecnologías complejas para poner su información a disposición de los ciudadanos. Algunas de esas herramientas son la legislación que garantice acceso a la información, la creación de órganos autónomos dedicados a recabar datos y el despliegue de éstos mediante internet. La transparencia facilita la rendición de cuentas cuando presenta un aumento significativo en la información disponible, hay actores capaces de procesar la información y la exposición de esta tiene un impacto directo o indirecto en el gobierno o la agencia pública.

### Opinión pública

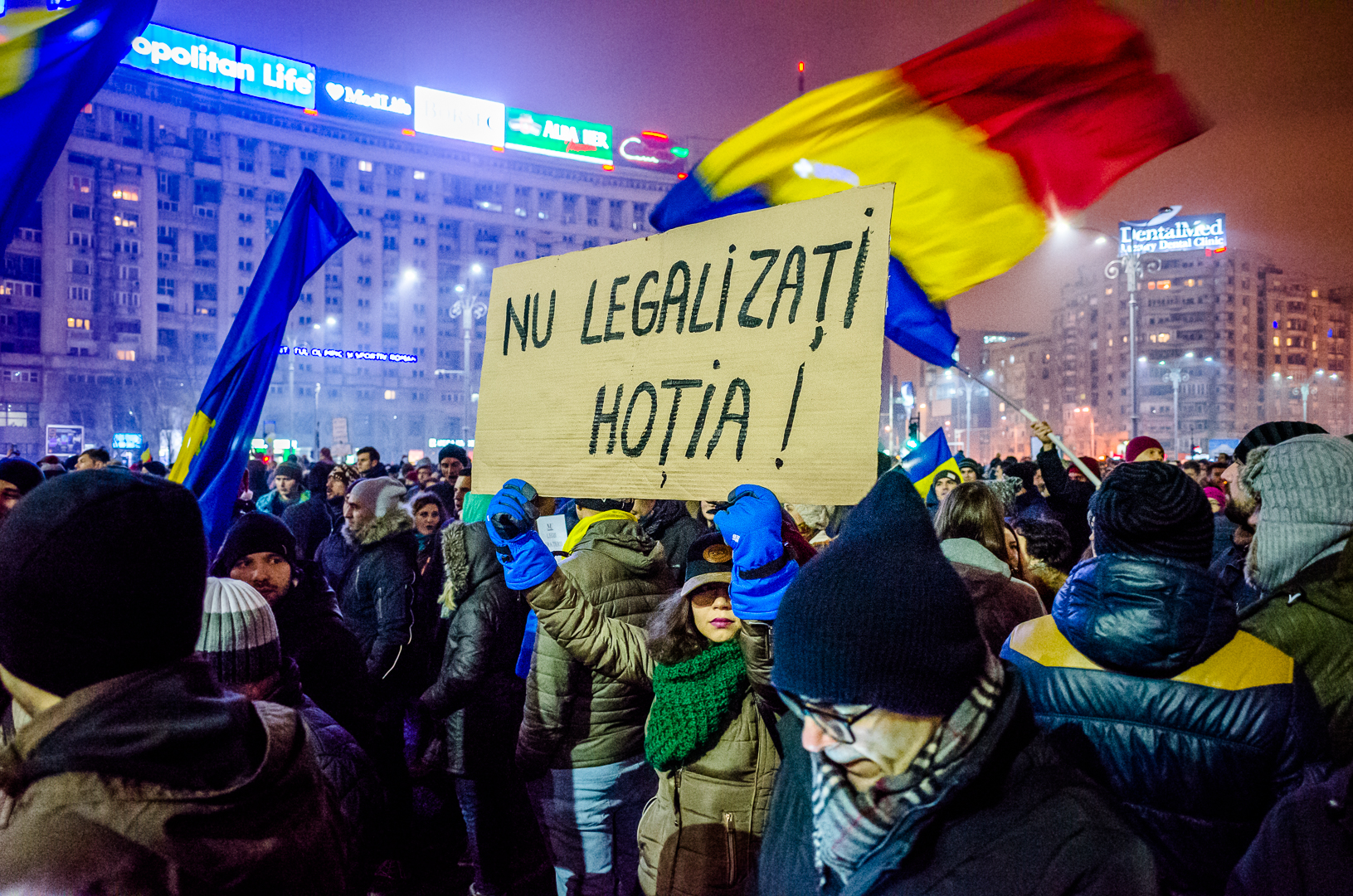
Protestas en Bucarest, capital de Rumania contra la corrupción. Junio del 2017

Como la opinión pública es la expresión social que se desarrolla en torno a algún hecho, situación, persona o virtualmente cualquier cosa de interés para la sociedad, esta puede también manifestarse a favor o en contra de una mayor rendición de cuentas. El motivo principal de que ello sea así, es que a las funcionarios públicos les interesa tener una buena imagen ante la sociedad para que, de este modo, pueda hacer uso de esa buena imagen ya sea en la búsqueda del voto en elecciones, o sencillamente del apoyo del pueblo ante alguna iniciativa. Así pues, el peso de la opinión pública sobre la autoridad puede incentivar sobre esta el ejercicio de la rendición de cuentas.
Con ese fin, la sociedad tiene algunos mecanismos a su alcance para presionar la rendición de cuentas por parte de los funcionarios públicos, entre los cuales se tienen las iniciativas ciudadanas, las denuncias masivas y los movilizaciones sociales. Hay varios casos conocidos en los cuales estos mecanismos tuvieron cierto éxito. Un ejemplo notable se suscitó en Rumania durante el año 2017 cuando miles de ciudadanos salieron a las calles a manifestarse en la movilización más grande en la historia del país mediante la cual los ciudadanos expresaron su disconformidad contra medidas que pretendían despenalizar algunos casos de corrupción. Tras varios días de protestas y bajo la mira de todo el mundo, el gobierno se vio obligado a dar marcha atrás a estas reformas impulsadas por Sorin Grindeanu. Actos como este, demuestran que la corrupción y la falta de rendición de cuentas hacia la ciudadanía pueden implicar graves problemas para la autoridad en turno.

### Fiscalización
Se entiende por fiscalización la acción por medio de la cual se evalúan y revisan las acciones del gobierno considerando su veracidad, razonabilidad y apego a la ley. La creación de órganos dedicados a la fiscalización es importante para identificar los abusos de poder y desvío de recursos sin la necesidad de una denuncia ciudadana o la intervención externa. Evaluar que la información otorgada gracias a la transparencia es fidedigna debe estar a cargo de fiscalías y auditorías especializadas legalmente facultadas para realizar esta tarea. En un proceso de fiscalización son órganos del poder público los que intervienen en el ciclo del control y de esta manera ejercen una competencia legal, no un derecho como en el caso de la ciudadanía. De modo que constituyen una de las condiciones esenciales para garantizar el buen manejo de las finanzas públicas y la eficacia de las decisiones adoptadas por la autoridad competente.

### Legalidad
Los procedimientos legales claros son un requisito esencial para garantizar la rendición de cuentas. Este mecanismo necesita adjudicar responsabilidades precisas a las autoridades, así como establecer las sanciones correspondientes en caso de incumplir con ellas. Un marco normativo efectivo combinado con un sistema de justicia transparente e imparcial, llevará a cabo procesos para prevenir, combatir y castigar la corrupción. El establecimiento constitucional de instrumentos como la reelección, la revocación de mandato y el juicio político es importante para llevar la rendición de cuentas hacia una mayor efectividad.
Un ejemplo de lo anterior sucedió en Corea del Sur cuando la entonces presidente Park Geun-hye fue acusada por tráfico de influencias y corrupción con diversas empresas como Lotte Group. Su proceso fue investigado por la fiscalía surcoreana declarando culpable a Park de los cargos imputados. Mediante una votación procedimental del senado, y tras varias protestas en el país, Park fue relevada del cargo y se encuentra ahora bajo penas legales por los actos bajo su gobierno. La rendición de cuentas requiere de un marco normativo claro y eficiente y a su vez, los procesos deben ir de la mano de la vigilancia, la imparcialidad y la transparencia para el buen funcionamiento del gobierno.

## Críticas
Como cualquier concepto político, la rendición de cuentas ha provocado debates y críticas tanto en la práctica como en la academia. Las supuestas desventajas que acarrea un sistema de rendición de cuentas se pueden sintetizar en los siguientes rubros:

### Desempeño organizacional
Algunos autores señalan que hay una permanente tensión entre la responsabilidad de rendir cuentas y el rendimiento de las instituciones porque demasiado énfasis en la integridad y el control de la corrupción conduce a un procedimentalismo que obstaculiza seriamente la eficiencia y la efectividad de las organizaciones públicas. Demasiado énfasis en la rendición de cuentas y la transparencia pueden llevar a decisiones subóptimas e ineficientes en lugar de mejorar el rendimiento. Esto se conoce como la “paradoja de la rendición de cuentas”.

### Distribución ineficiente de recursos
Profundizar en exceso la rendición de cuentas también provoca una distribución ineficiente recursos en la medida en que los funcionarios públicos pretenden evitar el descontento en lugar de realizar gastos que puedan parecer ostentosos. Al mismo tiempo los representantes electos pueden caer en prácticas populistas para mantener altos niveles de aceptación. Se sostiene que una pequeña medida de responsabilidad conduce a un uso más eficiente del presupuesto público.

### Innovación
Si la rendición de cuentas se lleva a cabo con demasiada dureza, los gerentes públicos prefieren continuar con antiguas formas de administración y políticas para evitar descontento que ponga en peligro su cargo. Por lo tanto, prefieren evitar la toma de riesgos y protegerse contra posibles errores y críticas.La innovación se va perdiendo a medida que se expande la de rendición de cuentas debido a que convierte a la burocracia en un sistema rígido y sumamente procedimental.

### Exceso de transparencia
Los mecanismos de transparencia pueden resultar contraproducentes para la vida privada de los actores cuando no pueden decidir por sí mismos qué información se pondrá a disposición de los ciudadanos. Al mismo tiempo si esto se deja a consideración de los funcionarios se abre la posibilidad de esconder una mala gestión u otras formas de incumplimiento. Además, es importante señalar que en algunos casos es necesario el secreto gubernamental para mantener la seguridad nacional. La transparencia no puede priorizarse en todos los rubros del Estado y sus funciones públicas. En este sentido, el desafío para las sociedades democráticas es desarrollar niveles y formas de transparencia equilibradas entre el ámbito de lo público y lo privado que fortalezcan el compromiso sin caer en simples informes descarados.

### Participación ciudadana
Los modelos de rendición de cuentas siempre suponen una sociedad permanentemente activa e informada. De esta forma, la participación e interés por parte de los ciudadanos es un requisito central para el funcionamiento efectivo de los principales mecanismos de control. La suposición de que los ciudadanos se interesan en el actuar gubernamental y destinan tiempo a examinar sus registros simplemente no es cierta ni posible para algunos autores.

### Costo
El financiamiento de los organismos especializados y el despliegue de información que requiere la rendición de cuentas necesita de un gran presupuesto para existir. Cuando un gobierno tiene recursos limitados para cumplir con múltiples demandas sociales, el elevado gasto destinado a mecanismos de rendición de cuentas también podría ser un obstáculo para una mayor inversión en servicios y políticas públicas. Por tanto, en la opinión de algunos expertos, involucrar a toda la sociedad en la rendición de cuentas implica dificultades enormes y un costo que podría acarrear mayores beneficios si se invierten en otros rubros prioritarios.